# 엄주익 (만주보민회)
엄주익(嚴柱翊, ? ~ ?)은 일제강점기에 만주보민회에서 활동했던 인물이다.

## 생애
신상에 대한 자료는 거의 알려져 있지 않다. 3·1 운동으로 만주 지역에 항일 운동 세력이 모여들면서 일본 제국이 이에 대응하기 위해 남만주 지역에 설치한 만주보민회 발기인으로 처음 모습을 드러냈다. 이 단체는 천도교에서 친일 세력이 분립해 창설한 제우교 신자들을 중심으로 만들어졌는데, 엄주익은 제우교도였다.
만주보민회는 일본의 경찰력이 미치지 않는 지역에서 친일 사상 선전과 조선인 교민 사회의 통제 역할을 주로 맡았으며, 일본영사관을 통해 일본 외무성과 조선총독부의 간접적인 감독을 받았다. 항일 세력을 직접 탄압하기 위한 무장 조직도 갖추고 있었다.
엄주익은 만주보민회 환런 현 지부에 지회를 설립하는 데 적극적으로 참여하고, 지린의 지안에서 독립단 토벌 작전에도 참가해 무기를 탈취해 오는 공을 세우는 등 항일 세력 탄압에 가담했다. 엄주익이 포함된 토벌대가 1921년 5월에 독립단이 이미 달아난 지역에 들어가 노인과 여성, 어린이를 죽기 직전까지 구타하여 그 참상을 말로 기록하기 어려울 정도라는 기록이 남아 있다. 이때 독립단과 관련이 있는 듯한 농부는 체포되어 살해되었다.
엄주익이 맡은 직책은 만주보민회 중앙조사원, 콴뎬 현에 설치된 콴뎬지부 회장 등이었고, 동시에 제우교 전도사로도 활동했다. 주요 임무는 일본군에 대한 길 안내와 함께 항일 세력에 대한 정보를 수집해 일본 측에 전달하고 조선인 교민 사회와 항일 세력을 갈라놓는 일이었다.
1924년에 만주보민회가 해산될 때 일제로부터 해산분배금 262원 50전을 받았다. 이는 만주보민회 회장 이인수가 받은 300원에 비교할 때 적지 않은 금액이다.

## 사후
- 2007년 대한민국 친일반민족행위진상규명위원회가 발표한 친일반민족행위 195인 명단에 들어 있고, 2008년 발표된 민족문제연구소의 친일인명사전 수록예정자 명단에도 포함되어 있다.

## 같이 보기
- 만주보민회
- 제우교

## 참고자료
- 친일반민족행위진상규명위원회 (2007년 12월). 〈엄주익〉 (PDF). 《2007년도 조사보고서 II - 친일반민족행위결정이유서》. 서울. 2166~2174쪽쪽. 발간등록번호 11-1560010-0000002-10. [깨진 링크(과거 내용 찾기)]